# Bill Nye The Science Guy
Bill Nye The Science Guy est une émission télévisée américaine diffusée entre le 10 septembre 1993 et le 20 juin 1998.

## Procès avec Disney
Le 29 mai 2019, dans le procès qui l'opposait à Disney concernant les droits de l'émission Bill Nye The Science Guy, Bill Nye a attendu trop longtemps pour faire appel et réclamer 37 millions de dollars, mettant fin au procès prévu pour septembre.